# Små röda blommor
Små röda blommor (orig. Kan Shang Qu Hen Mei), en kinesisk dramafilm från 2006, regisserad av Zhang Yuan. Den bygger på en delvis självbiografisk roman av Wang Shuo.
Lille Qiang försöker passa in på en förskola med sträng disciplin.